# Рамон Сльойтер
Рамон Сльойтер (на нидерландски: Raemon Sluiter) е нидерландски тенисист. 

## Биография
Рамон Сльойтер е роден на 13 април 1978 г. в Ротердам, Нидерландия.

## Кариера
Рамон Сльойтер става професионалист през 1996 г.
Неговото най-високо място в ранглистата на сингъл в ATP е световен номер 46, постигнато през февруари 2003 г. Достига четири финала на ATP в родната си Нидерландия и полуфинал на Купа Дейвис с нидерландския отбор през 2001 г.

## Кариерна статистика

### ATP финали (0 титли; 4 финала)
|        | П–З | Година | Турнир               | Клас         | Настилка   | Опонент          | Резултат                     |
| ------ | --- | ------ | -------------------- | ------------ | ---------- | ---------------- | ---------------------------- |
| Загуба | 0–1 | 2000   | Нидерландия Оупън    | Международни | Клей       | Магнус Густафсон | 7–6(7–4), 3–6, 6–7(5–7), 1–6 |
| Загуба | 0–2 | 2003   | Ротердам Оупън       | Межд. Голд   | Твърда (з) | Макс Мирни       | 6–7(3–7), 4–6                |
| Загуба | 0–3 | 2003   | Нидерландия Оупън    | Международни | Клей       | Николас Масу     | 4–6, 6–7(3–7), 2–6           |
| Загуба | 0–4 | 2009   | Росмален Чемпиъншипс | 250 серии    | Трева      | Бенямин Бекер    | 5–7, 3–6                     |